# Palazzo Bonfadini Vivante

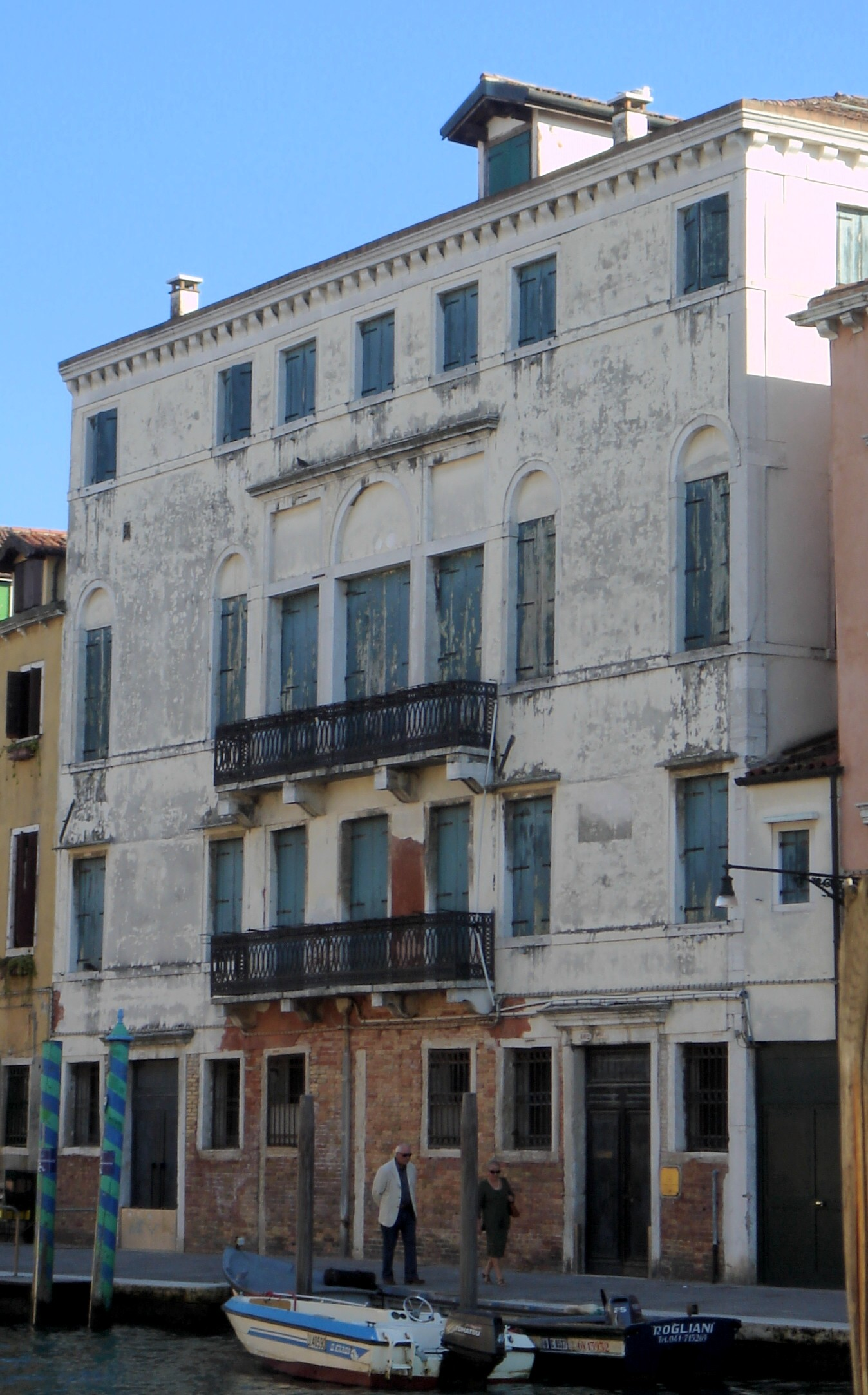
Palazzo Bonfadini Vivante: Fassade zum Canale di Cannaregio

Palazzo Bonfadini Vivante ist ein Palast in Venedig in der italienischen Region Venetien. Er liegt im Sestiere Cannaregio mit Blick auf den Canale di Cannaregio und neben dem Palazzo Testa.

## Geschichte
Der Palast wurde im 16. Jahrhundert als Residenz der Bonfadinis, einer Kaufmannsfamilie aus Colle Santa Lucia, die ins venezianische Patriziat aufgenommen wurde, erbaut.
Mitte des 17. Jahrhunderts wurde die Fassade fertiggestellt, die man heute noch sehen kann.
Im 19. Jahrhundert übernahm die jüdische Familie Vivante den Palast, anfangs zur Miete, und verlieh ihm so seinen zweiten Namen.
In der ersten Hälfte des 20. Jahrhunderts verfiel das Gebäude lange Zeit und wurde dann in den 1990er-Jahren von den neuen Eigentümern in großem Umfang restauriert.
2017 kaufte die Società Finalba Seconda S.p.a den Palast.

## Beschreibung
Die Fassade des Palazzo Bonfadini Vivante ist eher einfach gehalten. Sie hat drei Hauptgeschosse und ein Mezzaningeschoss unter dem Dach sowie zwei rechteckige Portale im Erdgeschoss. Im zweiten Geschoss gibt es bedeutendere Elemente, ein venezianisches Fenster mit metallischer Brüstung, mit dem im ersten Stock drei kleinere rechteckige Öffnungen korrespondieren, die ebenfalls mit einer Brüstung versehen sind.
Schließlich ist noch zu erwähnen, dass es ganz oben ein feine, gezahnte Dachtraufe und an der Fassade ein Gesims gibt.
Von größerem künstlerischen Wert sind die Innenräume, in denen sich grandiose Bildwerke aus dem 18. und 19. Jahrhundert befinden: Eine Reihe von Stuckarbeiten von Giuseppe Castelli sind Teil eines klassizistischen Freskenkreises von Giuseppe Borsato und Giambattista Canal.